# Oberhergheim
Oberhergheim je občina v departmaju Haut-Rhin francoske regije Alzacija.
Leta 2012 je v občini živelo 1.200 oseb oz. 60 oseb/km².